# Pola (famiglia)
I Castropòla o, più semplicemente, Pola e de Pola sono una nobile famiglia di origini istriane.

## Storia
Noti inizialmente come Sergi (e per questo ritenuti discendenti della romana gens Sergia), furono una delle casate più influenti di Pola e dell'Istria e traevano il nome proprio dal castrum Polae, il castello cittadino di cui furono feudatari.
Rafforzatisi notevolmente con l'assunzione, specie nella seconda metà del XIII secolo, di numerose cariche e possedimenti, all'inizio del XIV secolo i Castropola si fecero portavoce degli interessi della città, desiderosa di affrancarsi dal patriarca di Aquileia e dalle ingerenze della Repubblica di Venezia. Nel 1310 riuscirono a divenirne signori incontrastati con il titolo di capitani generali e perpetuali, ma rimasero al potere per poco tempo. Respinti dalla Serenissima e dai conti di Gorizia nel tentativo di estendere i propri domini lungo la costa e verso l'interno dell'Istria e travolti dal malcontento per il loro governo tirannico, nel 1331 vennero cacciati durante una sommossa popolare aizzata dalla fazione cittadina rivale guidata dalla famiglia dei Gionatasi. A questo evento, non riuscendo la città a governarsi come libera repubblica causa le lotte interne e le pressioni esterne, seguì la spontanea dedizione a Venezia.
I superstiti della famiglia si trasferirono allora esuli a Treviso, dove figurano nel locale Consiglio nobile sin dal 1401. Nel 1607 Filippo Cristoforo si trasferisce in Boemia e dà inizio al ramo boemo della famiglia Pola i cui discendenti vivono tutt'oggi tra Praga ed il castello di Bukovec di cui sono proprietari.
Il 1º agosto 1819 il ramo trevigiano fu riconosciuto nobile dall'Impero austriaco.
La famiglia è legata a molte importanti famiglie nobiliari: Caetani, Collalto, Colloredo, della Torre.

## Membri della famiglia

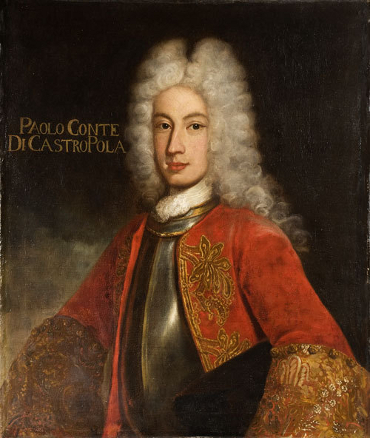
Conte Paolo Pola

- Monfiorito da Pola - Capitano dei Patriarchi d'Aquileia nel 1265.
- Bonifacio da Pola – Podestà di Treviso dal 1269 al 1283.
- Matteo da Pola -  nel 1280 Vescovo di Pola.
- Nassinguerra III. da Pola - Primo Generale e Capitano perpetuo di Pola nel 1305.
- Sergius II. da Pola - Secondo Generale e Capitano perpetuo di Pola nel 1312, Capitano di città nel 1318. Scacciato da Pola nel 1331.
- Francesco de Pola - Dottore Capitano del popolo romano.
- Laura da Pola - ritratti da Lorenzo Lotto 1543-1544
- Paolo Pola - nel 1675 Cavaliere di San Marco
- Sergio Pola -nel 1706 Vescovo di Famagusta
- Camillo di Pola - ricevitore di Malta presso la Repubblica Veneta nel 1721.
- Paolo Luigi di Pola – nel 1807 Cavaliere dell'Ordine della Corona Ferrea.
- Bedrich (III.) di Pola - imprenditore ceco e Signore di Bukovec.

## Fonti
- Luigi Urettini: La lacrimevole istoria del conte Titta Pola, Treviso 2007
- Alteniero Degli Azzoni Avogadro: 1796 - 1803 - Vita privata e pubblica nelle Provincie venete (da memorie e documenti inediti) (it), Libreria editrice Canova, Treviso 1954, S. 249
- Camillo De Franceschi: Il Comune polese e la signoria dei Castropola,  AMSI 1904
- B. Benussi: Povijest Pule u svjetskih municipalnih ustanova do 1918, Pula 2002